# Bergsjö
Bergsjö – miejscowość (tätort) w środkowej Szwecji w regionie Gävleborg, siedziba gminy Nordanstig. Liczy 1 266 mieszkańców (2010).